# نبيلة التونسي
نبيلة مكي التونسي (1959) هي مهندسة تنفيذية سعودية في أرامكو السعودية منذ عام 2015م، وآخر منصب تقلدته هو كبير المهندسين في أرامكو السعودية. شغلت سابقا منصب مديرة قطاع الهندسة في مشروع مصفاة رأس تنورة العملاق الذي يبلغ تكلفته 25 مليار دولار. واختيرت نبيلة التونسي ضمن قائمة أفضل 25 امرأة ذات أثر فعال في إدارة المشاريع على مستوى العالم لعام 2006م من قبل معهد إدارة المشاريع الأمريكي، الذي يضم 200 ألف عضو من جميع أنحاء العالم.

## النشأة والتعليم
هي ابنة اللواء مكي التونسي وقد تركت الرياض وهي في السابعة عشر من عمرها مغادرة إلى الولايات المتحدة الأمريكية، وحصلت على البكالوريوس في الهندسة الكهربائية والحاسوب من جامعة بروتلاند الأمريكية عام 1980م، ثم حصلت على الماجستير في هندسة الحاسب الآلي من جامعة أريغون.
كما نالت شهادة برنامج العمل التنفيذي من «جامعة ستانفورد لإدارة الأعمال» الأمريكية عام 2007م، وشهادة برنامج التطوير الإداري من «جامعة فرجينيا» الأمريكية عام 2004م.

## أرامكو السعودية
بدأت عملها في أرامكو السعودية عام 1982م كمهندسة نظم معلومات بعد حصولها على درجة الماجستير في هندسة الكمبيوتر. وبعد أن نمت معرفتها بأعمال بالشركة، التحقت بقطاع أعمال الهندسة وإدارة المشاريع في شهر مارس من عام 1984م.
ثم تدرجت في المناصب، فعملت كمهندس مشاريع، ومهندس مراقبة أساليب التصنيع، ومهندس مشاريع أعلى، ورئيس وحدة الخدمات الفنية لمراقبة أساليب التصنيع، ورئيس وحدة تخطيط نظم الشبكات الكهربائية وتقنية المعلومات. وتعتبر أن هذه المهمات المتعددة قد اكسبتها خبرة في إدارة المشاريع وصقلت مهاراتها الفنية.
واصلت تطورها الوظيفي فترأست، في العام 1996، قسم تخطيط مرافق تقنية المعلومات والشبكات الكهربائية، وتقول أنها أثناء تلك المهمة أطلقت وقادت عدة مبادرات مهمة لتحسين العمل، منها إنشاء فريق عمل يضم خبراء تقنيين ومستخدمين من مختلف دوائر الشركة لدراسة الأساليب القائمة آنذاك ورفع توصيات للإدارة بهدف تسهيل نشر استخدام تقنية المعلومات في كافة أعمال الشركة، وقد نجح هذا الفريق في تعيين مجموعة متكاملة من إمكانيات التغيير وانجازها مما ساعد على تعزيز استخدام تقنية المعلومات في كافة أنحاء الشركة.
كما أشرفت على مشروع للحد من استهلاك الشركة للطاقة الكهربائية، وبالإضافة إلى تحقيق المشروع خفضا في استخدام أرامكو السعودية للطاقة الكهربائية، فإنه وفر لها طريقة حديثة لتحقيق إيرادات كبيرة، فقد بدأت الشركة بتوليد الطاقة الكهربائية بطريقة التوليد المزدوج حيث يتم استخدام طاقة الحرارة التي كانت تذهب هدراً في طرق التوليد الأخرى.

## الجوائز والتكريمات
- جائزة المهندس المميز من أكاديمية جامعة ولاية أوريغون.
- جائزة أكثر 25 نساء تأثيراً في إدارة المشاريع من مجلة معهد الإدارة المشاريع عام 2012م.
- جائزة أقوى امرأة عربية في الإدارة التنفيذية من فوربس الشرق الأوسط عام 2014م.[5]
- جائزة أفضل 25 امرأة ذات أثر فعال في إدارة المشاريع على مستوى العالم من معهد إدارة المشاريع الأمريكي عام 2006م.
- جائزة المرأة العربية من المملكة العربية السعودية للطاقة من «الأميرة ريما بنت بندر آل سعود» عام 2015م.
- جائزة «مشروع رأس تنورة المتكامل» من رأس المشروع المتكامل تنورة عام 2008م.[4]